# Betiokymijn
De Betiokymijn is een ijzermijn in Madagaskar. De mijn is gelegen in de regio Atsimo-Andrefana, nabij Betioky. Het herbergt met 130 miljoen ton een van de grootste voorraden ijzererts van Madagaskar en de wereld, met 14% ijzer.